# Филологический факультет МГУ

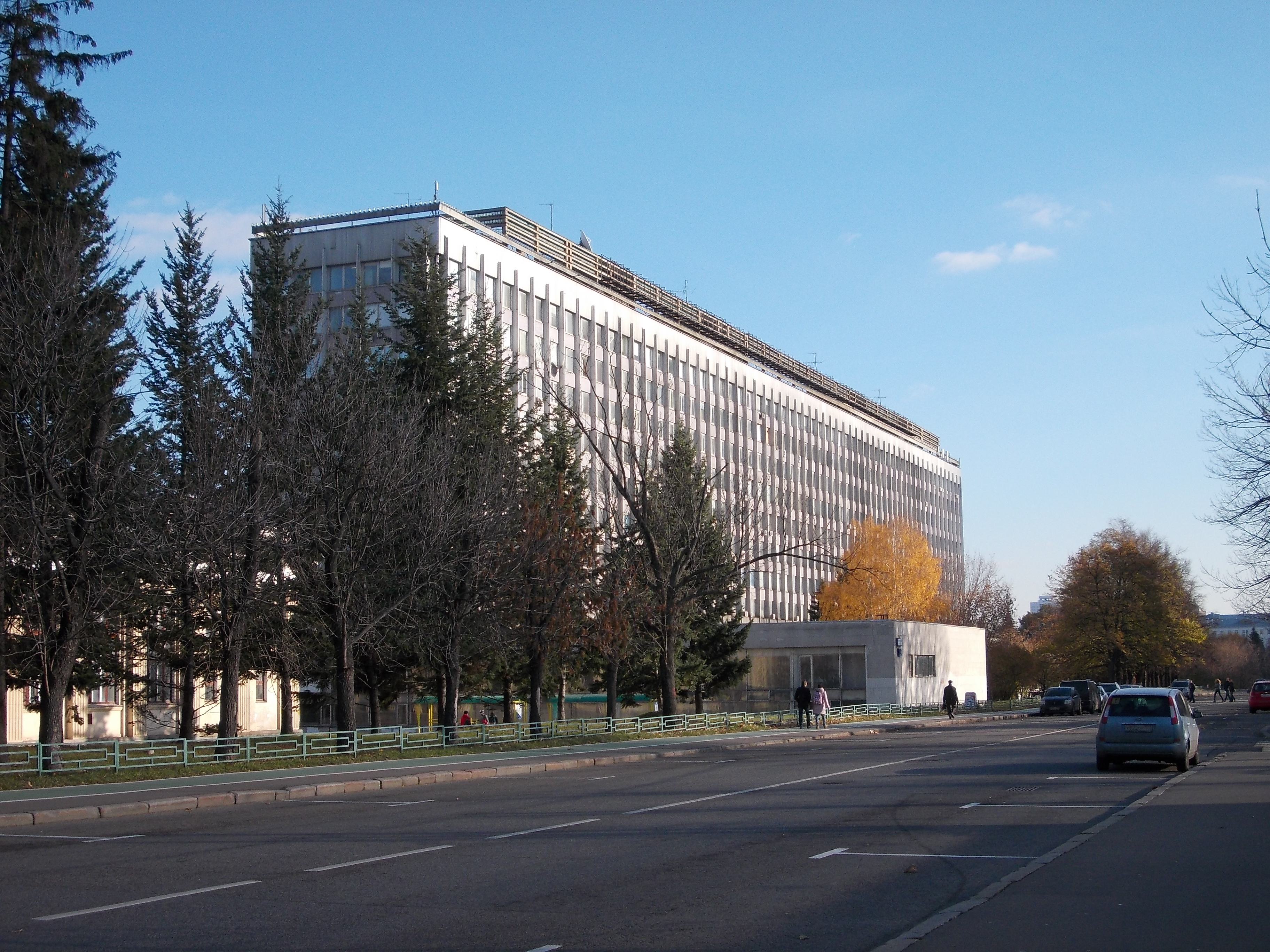
1-й гуманитарный корпус

Филологи́ческий факульте́т МГУ в самостоятельном виде существует с 1941 года. До 1920-х годов существовал единый историко-филологический факультет Московского университета (затем Первого МГУ), затем в рамках т. н. политики втузирования гуманитарные факультеты были выделены из университета и образовали московский ИФЛИ. В конце 1941 года был образован филфак МГУ. Первым деканом стал Н. К. Гудзий.
Филологический факультет расположен в 1-м гуманитарном корпусе МГУ, где он занимает 8 (частично) — 10 этажи. Обучение длится четыре года (бакалавриат), два года (магистратура) или 5 лет (вечернее отделение бакалавриата). Факультет готовит литературоведов, лингвистов и переводчиков высокой квалификации со знанием нескольких иностранных языков.
Факультет издаёт научный журнал «Вестник Московского университета. Серия 9. Филология».

## История
Преподавание филологических дисциплин в Московском университете началось с момента его основания (1755):
- 1755—1804 — на философском факультете (дисциплина красноречия). Русский и латинский языки преподавал на философском факультете с 1755 года Ф. А. Яремский.

- 1804—1835 — на отделении словесных наук философского факультета, созданном в соответствии с Уставом университета 1804 года. На отделении велось преподавание по кафедрам: красноречия, стихотворства и языка российского, греческого языка и греческой словесности, древностей и языка латинского. Для новых языков: французского, немецкого и английского было назначено три лектора. В 1811 году была создана кафедра славянской словесности. Деканами словесного отделения в этот период были Иоганн Готтлиб Герхард Буле (1810—1811), Н. Е. Черепанов (1811—1813), М. Т. Каченовский (1813—1814 и 1834—1836), Р. Ф. Тимковский (1814—1816 и 1817—1818), М. Г. Гаврилов (1816—1811), А. Ф. Мерзляков (1819—1820 и 1821—1828), А. В. Болдырев (1831—1832).

- 1835—1850 — на историко-филологическом отделении философского факультета, созданном в соответствии с Уставом университета 1835 года, которое включало кафедры[2]: греческой словесности и древности, римской словесности и древности, истории и литературы славянских наречий (российская словесность и история российской литературы). Известные выпускники этого периода: К. С. Аксаков (1837); Ф. И. Буслаев, М. Н. Катков и Д. С. Кодзоков (1838); П. М. Леонтьев и М. А. Стахович (1841); А. Ф. Фет (1844); Т. И. Филиппов (1848).

- 1850—1919 — на историко-филологическом отделении, ставшим отдельным факультетом, и к уже существовавшим были добавлены кафедры: сравнительной грамматики индоевропейских языков и истории всеобщей литературы. Этот период дал множество известнейших выпускников филологов: Н. С. Тихонравова, А. Н. Веселовского, Л. И. Поливанова, Ф. Е. Корша, Ф. Ф. Фортунатова, А. И. Соболевского; В. В. Розанова. Среди выпускников конца XIX века можно выделить известных филологов: М. О. Гершензона, В. М. Фриче, А. С. Орлова М. М. Покровского.

- 1919—1924 — на филологическом отделении факультета общественных наук, открытом в МГУ по постановлению Наркомпроса РСФСР.

- 1924—1931 — на этнологическом факультете МГУ.

- 1931—1941 — в Московском институте философии, литературы и истории (МИФЛИ).

В декабре 1941 года, во время нахождения в столице Туркменской ССР — Ашхабаде, куда в октябре-ноябре 1941 года МИФЛИ был эвакуирован в период Великой Отечественной войны (1941—1945), Московский институт философии, литературы и истории вошёл в состав Московского государственного университета имени М. В. Ломоносова, в результате чего был образован филологический факультет МГУ. В июне 1943 года состоялась реэвакуация факультета обратно в Москву.
В 1970 году филологический факультет МГУ был переведён в новое здание первого учебного корпуса МГУ на Ленинских горах, где факультет занимает три этажа.

## Структура

### Отделения
В настоящий момент на факультете существуют следующие отделения:
- Русского языка и литературы (дневное и вечернее отделения)
- Западноевропейских языков и литератур (ранее — романо-германской филологии)
- Славянской филологии
- Классической филологии
- Теоретической и прикладной лингвистики (ОТиПЛ)
- Византийской и новогреческой филологии
- Русского языка как иностранного
- Теории и практики перевода

Только на контрактной основе работают ещё три отделения:
- Филологического обеспечения связей с общественностью
- Филологического обеспечения СМИ
- Лингвокриминалистики

### Кафедры
- Кафедра английского языкознания (заведующая д.фил.н. О. В. Александрова)
- Кафедра византийской и новогреческой филологии (заведующий д.и.н. М. В. Бибиков)
- Кафедра германской и кельтской филологии (заведующая д.фил.н. Е. М. Чекалина)
- Кафедра дидактической лингвистики и теории преподавания русского языка как иностранного (заведующая д.фил.н. Е. Л. Бархударова)
- Кафедра иберо-романского языкознания (заведующая д.фил.н. Ю. Л. Оболенская)
- Кафедра истории зарубежной литературы (заведующий д.фил.н. В. М. Толмачёв)
- Кафедра истории новейшей русской литературы и современного литературного процесса (заведующий д.фил.н. М. М. Голубков)
- Кафедра истории русской литературы (заведующий д.фил.н. В. Б. Катаев)
- Кафедра классической филологии (заведующий д.фил.н. А. И. Солопов)
- Кафедра немецкого языкознания (и. о. заведующей к.фил.н. О. А. Байнова)
- Кафедра общего и сравнительно-исторического языкознания (и. о. заведующей к.фил.н. Л. А. Чижова)
- Кафедра общей теории словесности (теории дискурса и коммуникации) (заведующая д.фил.н. Т. Д. Венедиктова)
- Кафедра романского языкознания (заведующая д.фил.н. О. Ю. Школьникова)
- Кафедра русского устного народного творчества(заведующий д.фил.н. С. В. Алпатов)
- Кафедра русского языка (заведующая д.фил.н. М. Л. Ремнёва)
- Кафедра русского языка для иностранных учащихся гуманитарных факультетов (заведующая д.п.н. Л. П. Клобукова)
- Кафедра русского языка для иностранных учащихся естественных факультетов (заведующая д.фил.н. Т. В. Кортава)
- Кафедра русского языка для иностранных учащихся филологического факультета (заведующая д.п.н. Л. В. Красильникова)
- Кафедра славянской филологии (заведующая д.фил.н. Н. Е. Ананьева)
- Кафедра теоретической и прикладной лингвистики (заведующий д.фил.н. С. Г. Татевосов)
- Кафедра теории литературы (заведующий д.фил.н. О. А. Клинг)
- Кафедра финно-угорской филологии (заведующая д.фил.н. Н. С. Братчикова)
- Кафедра французского языкознания (и. о. заведующая к.фил.н. В. М. Амеличева)

### Лаборатории
- Лаборатория обеспеченного компьютером обучения (руководитель к.фил.н. Г. Е. Кедрова)
- Лаборатория общей и компьютерной лексикологии и лексикографии (руководитель д.фил.н. О. В. Кукушкина)
- Лаборатория устной речи (руководитель Е. В. Тупикина)
- Лаборатория фонетики и речевой коммуникации (руководитель д.фил.н. Н. И. Миронова)
- Лаборатория этимологических исследований (руководитель д.фил.н. А. Ф. Журавлёв)
- Учебно-научная лаборатория «Русская литература в современном мире» (руководитель д.фил.н. А. Г. Шешкен)

### Учебные и научные центры
- Учебно-научный компьютерный центр (директор А. М. Егоров)
- Учебно-научный центр «Язык средств массовой информации» (директор д.фил.н. М. Н. Володина)
- Учебно-научный центр довузовской подготовки (директор к.фил.н. Е. Ю. Зубарева)
- Центр балтистики (директор к.фил.н. О. В. Синёва)
- Центр Камоэнса (директор д.фил.н. М. А. Косарик)
- Центр когнитивных исследований (директор д.фил.н. А. А. Кибрик)
- Центр новых информационных технологий в гуманитарном образовании (директор к.фил.н. Г. Е. Кедрова)

## Деканы факультета
- д.фил.н. Н. К. Гудзий (1941—1945)
- д.фил.н. С. Б. Бернштейн (в эвакуации, 1941—1943, и. о.)
- акад. В. В. Виноградов (1945—1948)
- д.фил.н. Н. С. Чемоданов (1949—1950)
- акад. АПН РСФСР Д. Д. Благой (1950—1952)
- д.фил.н. А. Н. Соколов (1952—1956)
- д.фил.н. Р. М. Самарин (1956—1961)
- д.фил.н. А. Г. Соколов (1961—1974)
- д.фил.н. Л. Г. Андреев (1974—1980)
- д.фил.н. И. Ф. Волков (1980—1991)
- д.фил.н. М. Л. Ремнёва (1991—2019)
- д.фил.н. А. А. Липгарт (с 2019, и. о.)